# Rick Perry
James Richard Perry, detto Rick (Haskell, 4 marzo 1950), è un politico statunitense, segretario per l'energia sotto l'amministrazione Trump dal 2017 al 2019 e Governatore del Texas dal 2000 al 2015.
Membro del Partito Repubblicano dalla fine degli anni '80, ha dapprima ricoperto la carica di deputato nella Camera dei Rappresentanti del Texas dal 1985 al 1991 per poi ricoprire la carica di governatore del Texas dal 2000 al 2015.
Il 13 agosto 2011 annunciò la candidatura per la nomination del Partito Repubblicano in vista delle elezioni presidenziali del 2012.. Simpatizzante del Tea Party, alla sua discesa in campo i sondaggi lo diedero come favorito per la vittoria, ma una serie di gaffe da lui commesse durante la campagna elettorale pregiudicò la sua candidatura. Decise di ritirarsi dopo la sconfitta in New Hampshire. Nel 2015 si ricandidò per le elezioni del 2016, ottenendo tuttavia consensi molto bassi, motivo per il quale decise rapidamente di ritirarsi.

## Biografia
Nato in una famiglia democratica, da bambino Rick frequentò i Boy Scouts of America, ottenendo il riconoscimento di Eagle Scout. In seguito si iscrisse alla Texas A&M University, dove fu membro del Corpo dei Cadetti e da cui nel 1972 uscì con una laurea in scienze animali. Dopo l'università Perry entrò nella United States Air Force, dove imparò a pilotare soprattutto modelli C-130, con i quali sorvolò oltre agli Stati Uniti, anche l'Europa e il Medio Oriente. Lasciò l'Air Force nel 1977 con il grado di capitano. Nel 1982 sposò l'infermiera Anita Thigpen, sua amica d'infanzia, dalla quale ebbe due figli: Griffin e Sydney. Poco tempo dopo intraprese la vita politica attiva.
Perry ha dichiarato che il suo interesse per la politica probabilmente nacque nel 1961, quando suo padre lo portò ad assistere ai funerali di Sam Rayburn, ex-Speaker della Camera dei Rappresentanti. Nel 1984 fu eletto come democratico alla Camera dei Rappresentanti del Texas, dove servì tre mandati. In occasione delle elezioni presidenziali del 1988, sostenne nelle primarie Al Gore. Alla fine Gore perse le primarie contro Michael Dukakis, che a sua volta fu sconfitto nelle elezioni generali da George H. W. Bush.
Nel 1990, dopo essere passato al Partito Repubblicano, fu eletto Commissario all'Agricoltura del Texas. Quattro anni dopo, gli elettori gli concessero un secondo mandato, ma nel 1998 fu lo stesso Perry a non cercare la rielezione, presentando invece la propria candidatura come Vicegovernatore del Texas. Perry riuscì a farsi eleggere, divenendo il primo vicegovernatore repubblicano di questo stato.
Nel 2000, quando il Governatore Bush abbandonò la posizione per via della sua campagna presidenziale, Perry prese il suo posto secondo quanto stabilito dalle leggi dello stato. Nel 2002 vinse le elezioni con il 57% dei voti contro il 39% dell'avversario democratico. Nel 2006 l'elezione si rivelò più serrata, ma Perry riuscì a vincere ugualmente con il 39% delle preferenze. Nel 2010 invece fu rieletto nuovamente con ampio margine (54% contro 42%).
Ideologicamente, Perry si configura come conservatore, sia in materia fiscale che in materia sociale. È un accanito oppositore dell'aborto e si è schierato apertamente contro l'omosessualità. Ha più volte manifestato la sua fervida fede cristiana e si è dimostrato favorevole all'insegnamento del creazionismo nelle scuole. È favorevole alla pena di morte (anche se è stato l'unico governatore a graziare un condannato dalla reintroduzione nel 1976 della pena capitale: nel 2007, col parere vincolante della Commissione per la Grazia e la Libertà Vigilata del Texas, concesse la commutazione della pena a Kenneth Foster jr. poche ore prima dell'esecuzione) e sostiene una linea politica aggressiva in materia di immigrazione.
Nella sua veste di governatore del Texas ha promosso una serie di leggi per regolamentare gli interventi di aborto e ridurre i fondi assegnati per questo tipo di pratiche. Questi provvedimenti includono una legge del maggio 2010 che richiede che le donne che fanno richiesta di abortire siano sottoposte ad una ecografia transvaginale e che il medico che la pratica illustri alla paziente le immagini dell'ecografia.
Candidato alle presidenziali USA 2012 nelle primarie repubblicane dopo diverse smentite, i sondaggi lo davano addirittura al primo posto al 29% contro il 18% di Mitt Romney. Tuttavia, dopo aver commesso una serie di gaffe (a titolo d'esempio, durante un dibattito televisivo, disse di voler eliminare tre dipartimenti del governo federale, salvo poi nominarne solo due - commercio e istruzione - e dimenticarsi platealmente del terzo - il dipartimento dell'energia) ed essere incorso in scandali familiari, vide il suo consenso svanire: dopo essere arrivato solo quinto nelle primarie dell'Iowa, decide pertanto di ritirarsi dalla corsa per appoggiare Romney.
Il 4 giugno 2015 si ricandida per le presidenziali USA 2016 alle primarie repubblicane, ma i sondaggi lo danno a percentuali tra il 2 e il 4% portandolo l'11 settembre 2015 a ritirare la sua candidatura, risultando il primo politico a ritirarsi nelle primarie di entrambi gli schieramenti per il 2016 e il primo dello schieramento repubblicano. Ha deciso di non appoggiare nessuno degli altri candidati, ma promette il suo sostegno al vincitore della nomination repubblicana. Nel 2017 espresse opinioni assimilabili alla negazione del riscaldamento globale.
Il 25 gennaio 2016 però disattende quanto affermato e appoggia ufficialmente il leader dei Tea Party, il senatore ultraconservatore texano Ted Cruz, secondo nei sondaggi dietro a Donald Trump. Quando il 5 maggio 2016, con il ritiro dalla corsa repubblicana di John Kasich e Ted Cruz, l'unico in corsa rimane il miliardario Donald Trump, Perry decide di fare proprio l'appello del partito ad unirsi su Trump per sconfiggere Hillary Clinton. Il 14 dicembre 2016 il Presidente eletto Donald Trump lo nomina Segretario dell'energia (peraltro uno dei dipartimenti che intendeva eliminare nel 2012 durante la propria campagna presidenziale); la sua nomina viene confermata dal Senato il 2 marzo 2017. Il 17 ottobre 2019 annuncia le proprie dimissioni da segretario, che sono state rese effettive il 1º dicembre.